# マドゥラ経
『マドゥラ経』（マドゥラきょう、巴: Madhura-sutta, マドゥラ・スッタ）とは、パーリ仏典経蔵中部に収録されている第84経。『摩偸羅経』（まちゅうらきょう）とも。
マハーカッチャーナが、マドゥラの王アヴァンティプッタに仏法を説いていく。

## 構成

### 登場人物
- マハーカッチャーナ --- 仏弟子。十大弟子の一人。
- アヴァンティプッタ --- マドゥラの王。

### 場面設定
ある時、マハーカッチャーナは、マドゥラのグンダー林に滞在していた。
そこにマドゥラ王アヴァンティプッタが訪れ、世間では婆羅門だけがブラフマン（梵天）の子であると言われてることについて問う。
マハーカッチャーナは、権力、財力、悪行、罪、出家などを例に挙げ、階級（カースト）が大して意味が無いものであることを指摘する。
法悦したアヴァンティプッタは、三宝への帰依を誓う。

## 日本語訳
- 『南伝大蔵経・経蔵・中部経典3』（第11巻上） 大蔵出版
- 『パーリ仏典 中部（マッジマニカーヤ）中分五十経篇II』 片山一良訳 大蔵出版
- 『原始仏典 中部経典3』（第6巻） 中村元監修 春秋社